# European Open 2022
L'European Open 2022 è stato un torneo di tennis giocato sui campi in cemento indoor nella categoria ATP Tour 250 nell'ambito dell'ATP Tour 2022. È stata la 7ª edizione del torneo. Gli incontri si sono disputati alla Lotto Arena di Anversa, in Belgio, dal 17 al 23 ottobre 2022.

## Partecipanti

### Teste di serie
| Nazionalita | Giocatore               | Ranking* | Testa di serie |
| ----------- | ----------------------- | -------- | -------------- |
| Polonia     | Hubert Hurkacz          | 11       | 1              |
| Canada      | Félix Auger-Aliassime   | 13       | 2              |
| Argentina   | Diego Schwartzman       | 18       | 3              |
|             | Karen Chačanov          | 19       | 4              |
| Regno Unito | Daniel Evans            | 25       | 5              |
| Argentina   | Francisco Cerúndolo     | 29       | 6              |
| Paesi Bassi | Botic van de Zandschulp | 34       | 7              |
| Giappone    | Yoshihito Nishioka      | 41       | 8              |

* Ranking al 10 ottobre 2022.

### Altri partecipanti
I seguenti giocatori hanno ricevuto una wild card per il tabellone principale:
- Gilles-Arnaud Bailly
- Michael Geerts
- Stan Wawrinka

Il seguente giocatore è entrato in tabellone usando il ranking protetto: 
- Dominic Thiem

I seguenti giocatori sono passati dalle qualificazioni:

- Tim van Rijthoven
- Dominic Stricker
- Luca Van Assche
- Jesper de Jong

I seguenti giocatori sono entrati in tabellone come lucky loser:
- Manuel Guinard
- Geoffrey Blancaneaux

### Ritiri
Prima del torneo
- Aleksandr Bublik → sostituito da  Marc-Andrea Hüsler
- Borna Ćorić → sostituito da  David Goffin
- Andy Murray → sostituito da  Manuel Guinard
- Arthur Rinderknech → sostituito da  Geoffrey Blancaneaux

## Partecipanti al doppio

### Teste di serie
| Nazione  | Giocatore            | Nazione     | Giocatore              | Ranking* | Testa di serie |
| -------- | -------------------- | ----------- | ---------------------- | -------- | -------------- |
| Colombia | Juan Sebastián Cabal | Colombia    | Robert Farah           | 30       | 1              |
| India    | Rohan Bopanna        | Paesi Bassi | Matwé Middelkoop       | 45       | 2              |
| Germania | Kevin Krawietz       | Germania    | Andreas Mies           | 56       | 3              |
| Francia  | Nicolas Mahut        | Francia     | Édouard Roger-Vasselin | 67       | 4              |

* Ranking aggiornato al 10 ottobre 2022.

### Altri partecipanti
Le seguenti coppie hanno ricevuto una wildcard per il tabellone principale:
- Ruben Bemelmans /  Alexander Blockx
- Xavier Malisse /  Diego Schwartzman

La seguente coppia di giocatori è entrata in tabellone usando il ranking protetto:
- Sander Arends /  David Pel

La seguente coppia di giocatori è entrata in tabellone come alternate:
- Ivan Sabanov /  Matej Sabanov

### Ritiri
Prima del torneo
- Marcel Granollers /  Horacio Zeballos → sostituiti da  Sander Arends /  David Pel
- Marcos Giron /  Sebastian Korda → sostituiti da  Ivan Sabanov /  Matej Sabanov

## Punti
| Evento    | V   | F   | SF | QF | 2T | 1T   | Q    | Q2   | Q1   |
| Singolare | 250 | 150 | 90 | 45 | 20 | 0    | 12   | 6    | 0    |
| Doppio    | 250 | 150 | 90 | 45 | 0  | N.D. | N.D. | N.D. | N.D. |

## Montepremi
| Evento    | V       | F       | SF      | QF      | 2T      | 1T     | Q2     | Q1     |
| Singolare | €98,580 | €57,505 | €33,805 | €19,595 | €11,375 | €6,950 | €3,475 | €1,895 |
| Doppio*   | €34,250 | €18,320 | €10,750 | €6,000  | €3,540  | N.D.   | N.D.   | N.D.   |

* per team

## Campioni

### Singolare
Félix Auger-Aliassime ha sconfitto in finale  Sebastian Korda con il punteggio di 6-3, 6-4.
• È il terzo titolo in carriera e in stagione per Auger-Aliassime.

### Doppio
Tallon Griekspoor /  Botic van de Zandschulp hanno sconfitto in finale  Rohan Bopanna /  Matwé Middelkoop con il punteggio di 3-6, 6-3, [10-5].